# ハニーゴーラン
ハニーゴーランは前田侑里と加野文華からなる女性アイドルユニットで、関西を中心に活動していた。“歌って＆踊って＆喋れる”パーティーアイドルをコンセプトとする。通称「ハニゴ」。2018年5月13日解散。

## メンバー
- 前田 侑里（まえだ ゆり）
ボーカル担当。誕生日：5月31日、出身地：大阪府、血液型：AB型、身長：165cm
- 加野 文華（かの あやか）
ボーカル担当。誕生日：9月6日、出身地：兵庫県、血液型：A型、身長：165cm

## 来歴

### 2012年
- 8月 ハニーゴーラン活動開始。

### 2015年
- プロデューサーにEYM/LYMTOM（ex.lymram）を迎える。
- 6月6日 札幌芸術の森野外ステージ「Sapporo-GirlsLink Special 2015[1]」出演。
- 7月25日 初のワンマンライブ「725の日(なにこのひ)」開催。
- 8月27日 なんばHatch「サバンナゲーム夏の陣」決勝出場。
- 11月23日 タワーレコード梅田NU茶屋町店 KANSAI IDOL FILE2015-2016[2]発売記念トークイベント出演。

### 2016年
- 3月16日 1stアルバム『No.825』発売。タワーレコード梅田NU茶屋町店アルバムウィークリーチャート1位獲得[3]。
- 4月20日 タワーレコード梅田NU茶屋町店にて定期ライブ開始。
- 9月5日 大阪RUIDOにてワンマンライブ「825Night Party」 開催。
- 12月1日 ラジオ番組「Beatree」(FM FUJI) に『ヒカルアシタ』12月のエンディングテーマ タイアップ決定。

### 2017年
- 1月17日 1stシングル発売記念連続インストアイベント「NO 825,NO NUchayamachi」開催。(1月17日～1月22日)
- 1月18日 1stシングル『ヒカルアシタ』発売。タワーレコード梅田NU茶屋町店ウィークリー1位[4]、タワーレコード全店総合チャート8位[4]、ビルボード国内ランキング25位[5]を記録。
- 8月9日　シングル「リコロス」発売
- 8月26日　ワンマンライブ＠梅田クラブクアトロ

### 2018年
- 2月11日　アルバム「MEMORY GO ROUND」発売
- 5月13日　ハニーゴーランフェスティバル＠大阪RUIDOで活動終了[6]。

## ディスコグラフィ
|              | 発売日         | タイトル                 | 規格品番   | 収録曲 |
| ------------ | -------------- | ------------------------ | ---------- | --- |
| ミニアルバム | 2015年         | Honey Go Run             |            | |
| アルバム     | 2016年3月16日  | No.825                   | QFCV-10015 | 1. raise (Instrumental) 2. LITHOS 3. 桜トレジャー 4. 粉雪 5. あさぎり 6. シロイツキ 7. Parallel lines 8. エメラルド 9. Brand new shine 10. My Fiction 11. HERO 12. Knock on!!! 13. Place                                    |
| シングル     | 2016年01月18日 | ヒカルアシタ(Eight Ver.) | QFCV 20013 | 1. ヒカルアシタ 2. FEST 3. Amoroso 4. ヒカルアシタ (Instrumental) 5. FEST (Instrumental) 6. Amoroso (Instrumental) |
| シングル     | 2016年01月18日 | ヒカルアシタ(Two Ver.)   | QFCV 20014 | 1. ヒカルアシタ 2. FEST 3. Ray of hope 4. ヒカルアシタ (Instrumental) 5. FEST (Instrumental) 6. Ray of hope (Instrumental)                                                                                                  |
| シングル     | 2016年01月18日 | ヒカルアシタ(Five ver.)  | QFCV 20015 | 1. ヒカルアシタ 2. FEST 3. インフューチャーミュージック 4. ヒカルアシタ (Instrumental) 5. FEST (Instrumental) 6. インフューチャーミュージック (Instrumental)                                                                |
| シングル     | 2017年08月09日 | リコロス(Five ver.)      | STUR-1000  | 1. Lycoris（リコリス） 2. 黄昏ネオンライト 3. ヒトナツ 4. Lycoris（リコリス） (Instrumental) 5. 黄昏ネオンライト (Instrumental) 6. ヒトナツ (Instrumental)                                                                  |
| シングル     | 2017年08月09日 | リコロス(Two ver.)       | STUR-1002  | 1. Lycoris（リコリス） 2. 黄昏ネオンライト 3. さよなら、またね。 4. Lycoris（リコリス） (Instrumental) 5. 黄昏ネオンライト (Instrumental) 6. さよなら、またね。 (Instrumental)                                              |
| シングル     | 2017年08月09日 | リコロス(Five ver.)      | STUR-1001  | 1. Lycoris（リコリス） 2. 黄昏ネオンライト 3. Talwind 4. Lycoris（リコリス） (Instrumental) 5. 黄昏ネオンライト (Instrumental) 6. Talwind (Instrumental)                                                                    |
| アルバム     | 2018年02月11日 | MEMORY GO ROUND          | STUR-1004  | 1. ヒカルアシタ 2. FEST 3. インフューチャーミュージック 4. Talwind 5. Lycoris 6. Ray of hope 7. ネバーセレクター 8. My Color 9. ヒトナツ 10. S.T.S 11. 黄昏ネオンライト 12. ケセラセララ 13. さよなら、またね。 14. Amoroso |

## 出演

### 雑誌
- GOOD ROCKS! SPESIAL BOOK KANSAI IDOL FILE　(2014年、ISBN 978-4-401-76158-6)
- KANSAI IDOL FILE 2015-2016　(2015年、ISBN 978-4-401-76188-3)
- IDOL FILE Vol.01　(2016年、ISBN 978-4-401-76218-7)
- FIX No.056

### テレビ番組
- 「AuditionTV」（2016年、KBS京都）
- 「千原せいじのバズ☆ドルwith松井玲奈」（2016年、テレビ愛知）

### Twitter
- 前田侑里 (@uipppe0531) - X
- 加野文華 (@9kano6) - X
- ハニーゴーランP (@p_honeygorun) - X

### 個人ブログ
- 前田侑里オフィシャルブログ「☆侑里のまいぺーすにっき☆♪」 - Ameba Blog
- カノティック - Ameba Blog